# Margit Motzfeldt
Margit Koch Motzfeldt (geb. Petersen; * 19. Februar 1945 in Frederiksberg) ist eine ehemalige dänisch-grönländische Badmintonspielerin und Lehrerin.

## Karriere
Margit Koch Petersen ist die Tochter des Abteilungsleiters Hans Petersen († 1986) und seiner Frau Ellen Margrethe Jørgensen. Sie studierte von 1963 bis 1966 Geologie an der Universität Kopenhagen. Während des Studiums heiratete sie am 18. Dezember 1965 den späteren Premierminister Jonathan Motzfeldt (1938–2010), von dem sie später jedoch wieder geschieden wurde. Das Ehepaar zog 1966 nach Alluitsup Paa. Von 1969 bis 1979 lebte sie in Qaqortoq. 1979 wurde sie als Teilzeitlehrerin in Nuuk angestellt, schloss 1982 ihr Lehrerexamen ab und wurde in Nuuk am Qorsussuaq festangestellt. 1987 wechselte sie ans GUX Nuuk, wo sie schließlich von 1998 bis 2007 Rektorin war.
Margit Koch Motzfeldt war von 1973 bis 1978 Vorsitzende der Sporthalle in Qaqortoq und in derselben Zeit auch Vorsitzende von Grønlands Badmintonforbund. Ab 1978 war sie Vizevorsitzende des Verbands. Im Badminton siegte sie, für B-67 Nuuk startend, 1981 und 1982 bei den Grönländischen Meisterschaften im Damendoppel. Sie war ab 1982 Vizevorsitzende der Badmintonabteilung von B-67. 1991 wurde sie Vorsitzende des beratenden Regierungsausschusses für Sport.
Am 24. Juni 2004 erhielt sie den Nersornaat in Silber für ihren jahrelangen teils ehrenamtlichen Einsatz für Grönland und dessen Bevölkerung.

## Sportliche Erfolge
| Saison | Veranstaltung                   | Disziplin   | Platz | Name                                    |
| ------ | ------------------------------- | ----------- | ----- | --------------------------------------- |
| 1981   | Grönland: Einzelmeisterschaften | Damendoppel | 1     | Margit Motzfeldt / Anne Lise Kreutzmann |
| 1982   | Grönland: Einzelmeisterschaften | Damendoppel | 1     | Margit Motzfeldt / Anne Lise Kreutzmann |